# Tholera ferruginea
Tholera ferruginea är en fjärilsart som beskrevs av Hoefn. 1887. Tholera ferruginea ingår i släktet Tholera och familjen nattflyn. Inga underarter finns listade i Catalogue of Life.